# Slovénie aux Jeux européens de 2015
La Slovénie était présente aux Jeux européens de 2015, la première édition des Jeux européens, organisée à Bakou, en Azerbaïdjan.

## Médailles
| Sport                   | Discipline               | Athlète(s)       | Performance | Date    |
| Médaille d'or : 1       |                          |                  |             |         |
| Gymnastique             | Hommes - Cheval d'arçons | Sašo Bertoncelj  |             | 20 juin |
| Médaille d'argent : 1   |                          |                  |             |         |
| Judo                    | Femmes - Moins de 63 kg  | Tina Trstenjak   |             | 26 juin |
| Médailles de bronze : 3 |                          |                  |             |         |
| Judo                    | Femmes - Moins de 78 kg  | Anamari Velenšek |             | 26 juin |
| Judo                    | Hommes - Moins de 73 kg  | Rok Draksic      |             | 27 juin |
| Judo                    | Femmes - Par équipes     | Slovénie         |             | 28 juin |